# Leo Fischer (Unternehmer)
Leo Fischer (* 6. Juli 1933; † 21. März 2009 in Luzern) war ein Schweizer Unternehmer.
Fischer ist in Neuhausen am Rheinfall aufgewachsen und machte eine Lehre als Radio- und Fernsehtechniker. Nach dem Besuch der Abend-Ingenieurschule Zürich bildete er sich in den USA und an der Handelshochschule St. Gallen weiter. 1962 machte er sich selbständig und baute 1964 in Luzern die erste breitbandige Kabelfernseh-Anlage Europas auf. Auf dieser fand 1967 die Schweizer Farbfernseh-Premiere statt. 1997 verkaufte er sein Unternehmen an Cablecom, deren Vorsitzender der Geschäftsleitung und Delegierter des Verwaltungsrates er war.
1995 kandidierte er für die Schweizerische Volkspartei im Kanton Luzern für den Nationalrat und landete hinter dem gewählten Josef Kunz auf dem Platz des ersten Nachrückenden.